# Piaszki
Piaszki – dawna osada w Polsce położona w województwie pomorskim, w powiecie słupskim, w gminie Dębnica Kaszubska.
W latach 1975–1998 miejscowość administracyjnie należała do województwa słupskiego.
Nazwę zniesiono z 2023 r.